# Foresta bavarese

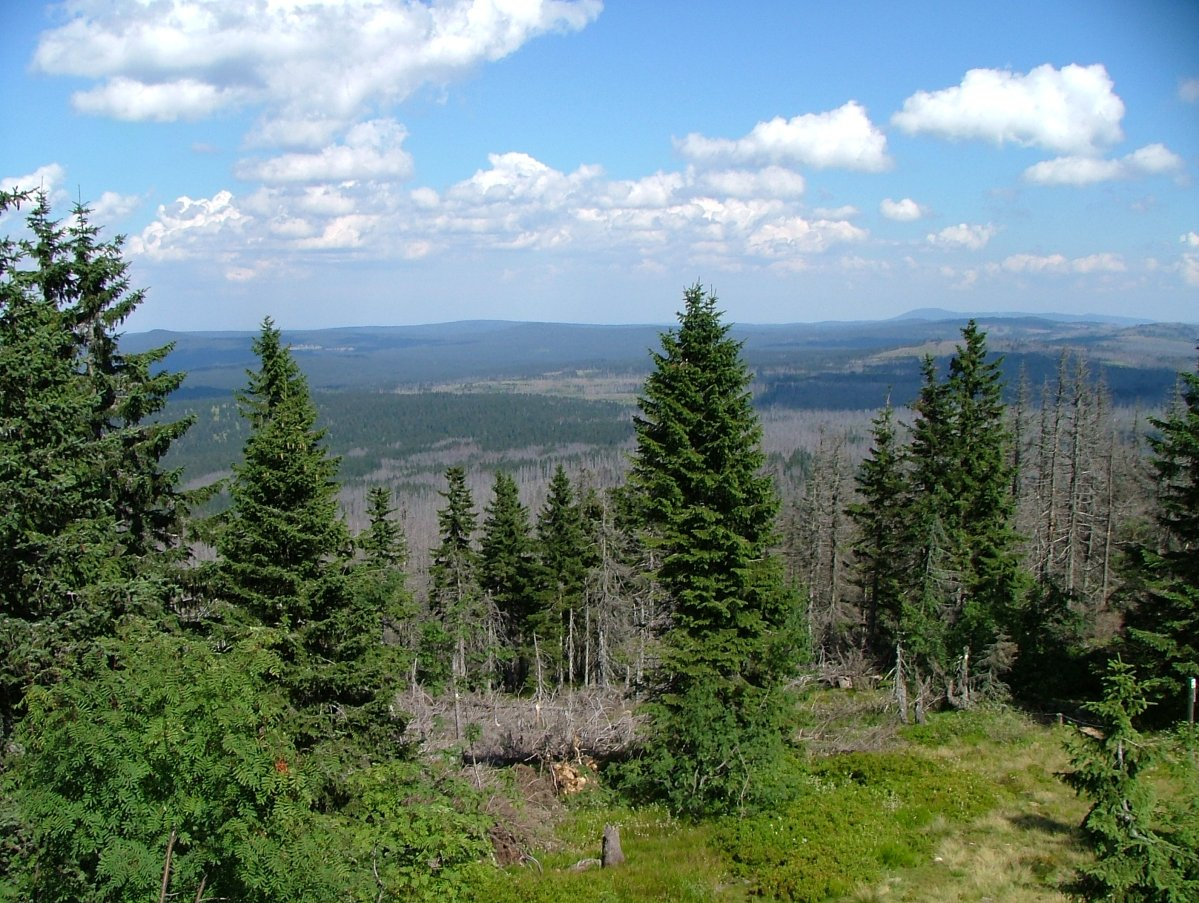
La foresta bavarese

La foresta bavarese (in tedesco: Bayerischer Wald) è una regione boscosa di bassa montagna situata in Baviera. Si estende sino alla Repubblica Ceca, proseguendo oltre il confine ceco nella Selva Boema, ed è attraversata dal fiume Regen. Copre i distretti di Cham, Straubing-Bogen, Regen, Freyung-Grafenau e le cittadine di Deggendorf e Passavia.
Una parte della foresta appartiene al Parco nazionale della foresta bavarese, il primo parco nazionale creato in Germania, nel 1970.
La montagna più alta della regione è il Großer Arber (1456 m).

## Suddivisione
- Foresta bavarese superiore: distretti di Cham e Straubing-Bogen
- Foresta bavarese centrale: distretti di Deggendorf e Regen
- Foresta bavarese inferiore: distretti di Freyung-Grafenau e Passavia

## Luoghi

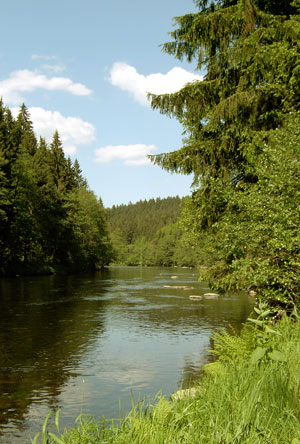
Il fiume Regen attraversa la selva bavarese

- Passavia
- Wegscheid
- Deggendorf
- Breitenberg
- Grafenau
- Sonnen
- Spiegelau
- Freyung
- Regen
- Fiume Regen
- Monte Großer Arber